# Село Гугаљ, борци пали у ратовима од 1912. до 1918. године
Списак бораца из села Гугаљ, Општина Пожега, погинулих и умрлих у Балканским и Првом светском рату преузет је из књиге „Пожега и околина”, објављене 1978. године.
Подаци за подручје Пожеге прикупљани су у периоду 1976–1977. године преко матичних књига умрлих, спомен-плоча, крајпуташа, као и разговора са преживелим борцима и појединим грађанима који су по сећању могли да дају податке, уз напомену да спискови могуће да нису потпуни, због временске дистанце и недостатка поузданих извора.

## Списак
1. Васовић Тома
2. Вучићевић Миливоје
3. Вучићевић Лука
4. Вучићевић Бранислав
5. Грујовић Миладин
6. Достанић Свеле
7. Достанић Прокопије
8. Достанић Стојан
9. Достанић Савко
10. Достанић Ранко
11. Достанић Јован
12. Јевтовић Ђорђе
13. Јовићевић Петар
14. Ковачевић Сава
15. Кратовац Драгомир
16. Кратовац Милутин
17. Кратовац Вилиман
18. Кратовац Владимир
19. Кратовац Витор
20. Марковић Милош
21. Марковић Владимир
22. Миловановић Витомир
23. Милутиновић Глигорије
24. Милутиновић Видосав
25. Милутиновић Тијосав
26. Николић Миленко
27. Николић Петар
28. Николић Добросав
29. Новаковић Страјин
30. Обрадовић Гојко
31. Обрадовић Велимир
32. Павловић Радоје
33. Павловић Витомир
34. Павловић Јевто
35. Павловић Лука
36. Павловић Велимир
37. Павловић Пантелија
38. Петровић Десимир
39. Радовановић Милисав
40. Стевовић Јаков
41. Шујдовић Рајко
42. Шујдовић Милован
43. Шујдовић Миломир[1]